# هاشم صلاح محمد
هاشم صلاح محمد هو منافس ألعاب قوى قطري، ولد في 15 أبريل 1994.

## وصلات خارجية
- هاشم صلاح محمد على موقع الاتحاد الدولي لألعاب القوى (الإنجليزية)
- هاشم صلاح محمد على موقع الدوري الماسي (الإنجليزية)